# Hellerup Sogn (Gentofte Kommune)
 Denne artikel omhandler Hellerup Sogn (Gentofte Kommune). Der er også andre sogne med dette navn, se Hellerup Sogn.
Hellerup Sogn er et sogn i Gentofte Provsti (Helsingør Stift). Sognet ligger i Gentofte Kommune (Region Hovedstaden). Indtil Kommunalreformen i 2007 lå det i Gentofte Kommune (Københavns Amt), og indtil Kommunalreformen i 1970 lå det i Sokkelund Herred (Københavns Amt). I Hellerup Sogn ligger Hellerup Kirke.
I Hellerup Sogn findes flg. autoriserede stednavne:
- Hellerup (bebyggelse, ejerlav)

Hellerup Sogn blev udskilt fra Gentofte Sogn 1. oktober 1901.